# Néptanítók Lapja
A Néptanítók Lapja 1868 és 1944 között megjelent oktatáspolitikai-módszertani folyóirat, a közoktatásügyi tárca hivatalos lapja volt.

## A lap
A Néptanítók Lapját Eötvös József kultusz- és közoktatási miniszter alapította 1868-ban. Első száma 1868. február 6-án jelent meg. A lap fő célkitűzése a magyar nyelvű népoktatás terjesztése, a pedagógiai munka segítése volt. Tudósítottak a lap hasábjain a  nyelvtanfolyamokról, a magyar nyelv oktatásának módszereiről és tankönyveiről. A lap fennállása alatt mindvégig a minisztérium hivatalos lapja volt.

### Megjelenése
A lap 1868 és 1874 között hét nyelven jelent meg, hogy a nemzetiségi tanítók is anyanyelvükön olvashassák (megjelent németül, szlovákul, románul, horvátul, szerbül és ruténül). 1874-től már csak magyarul volt olvasható. Szintén 1868 és 1874 között hetente, majd 1874 és 1944 között kéthetente látott napvilágot. 1944-től Köznevelés címmel jelenik meg heti rendszerességgel hasonló tematikával folyóirat.

## Szerkesztői, szerzői
Környei János, Gyertyánffy István, Benedek Elek, Kőrösi Henrik, Drózdy Gyula, Berwaldszky Kálmán, Barabás György

## Lásd még
- Magyar időszaki lapok a 19. században